# حسن هويدي
الدكتور حسن هويدي طبيب في الأمراض الباطنة وداعية إسلامي سوري كان مقيم بلندن مواليد دير الزور بسورية عام 1925م عضو مكتب الإرشاد بجماعة الإخوان المسلمين سابقا ونائب المرشد العام بالخارج سابقا، والمراقب العام السابق لجماعة الإخوان المسلمين في سوريا.

## سيرته
- متزوج وله أولاد وأحفاد.
- حصل على شهادة الثانوية العلمية، ثم انتسب إلى كلية الطب في جامعة دمشق.
- حصل على شهادة الدكتوراه في الطب بتقدير «جيد» عام 1952م، وكانت رسالته لنيل شهادة لدكتوراه عن: فرط نشاط الغدة الدرقية – Hyper Thyroidisme ثم حصل على شهادة التخصص في الأمراض الباطنة من كلية الطب في جامعة دمشق.
- نشأ في بيتٍ إسلاميٍ، وكان والده معروفًا في دير الزور، ملتزمًا بالدين والمساجد، وله أبلغ الأثر—في مسيرة الدكتور.
- شغف بالعلم والدراسة منذ طفولته، فأخذ معظم العلوم الشرعية بوقت مبكر من علماء بلده وأبرزهم العالم الجليل الشيخ «حسين رمضان الخالدي»، ثم تابع تعليمه الشرعي جهود ذاتية عن طريق المطالعة والدرس لأمهات الكتب في مختلف الميادين.
- انضم إلى صفوف الإخوان المسلمين منذ بداية شبابه، وعاصر الرعيل الأول وعلى رأسهم الأستاذ «مصطفى السباعي»—وخلال متابعته لدراسته العليا في دمشق عُين عضوًا في المكتب التنفيذي للجماعة، وكان تاريخ انتسابه للجماعة عام 1943م.
- عاد بعد تخرجه إلى مدينته «دير الزور» فافتتح عيادته الخاصة لمزاولة تخصصه الطبي في الأمراض الباطنة.
- واصل العمل الدعوي الإسلامي من خلال موقعه في جماعة الإخوان المسلمين في «دير الزور» ثم في دمشق، وتعرض للكثير من المضايقات والاعتقال، فقد اعتقل عام 1967م في «دير الزور» ثم أفرج عنه، ثم اعتقل عام 1973م وسيق إلى سجن المزه في دمشق.
- بويع مراقبًا عامًا لجماعة الإخوان المسلمين في سورية، وذلك بعد أن توحدت الجماعة عام 1400 هـ / 1980م، وكان نائبًا للمراقب العام لعدة فترات.
- شارك في كثير من المؤتمرات العلمية والفقهية والندوات الدعوية الإسلامية في أوروبا وأمريكا والبلاد العربية والإسلامية.
- اختير نائبًا للمرشد العام للجماعة في عهود المرشدين السابقين: السيد «حامد أبو النصر» والأستاذ «مصطفى مشهور» والمستشار «محمد المأمون الهضيبي», ومحمد مهدي عاكف.

## من مؤلفاته
له عدة مؤلفات وهي:
- الوجود الحق.
- من نفحات الهدى.
- محاذير الاختلاط.
- الشوري في الإسلام.
- مفهومات في ضوء العلم «تحت الطبع».

## وفاته
توفي في الأردن يوم الجمعة 13 مارس عام 2009م عن عمر يناهز 84 عاما. وقدم لتقديم التعزية العديد من الشخصيات الإسلامية والسياسية الهامة في الأردن وسوريا ومصر ومختلف البلدان العربية.

## وصلات خارجية
- حسن هويدي: جماعة الإخوان والتنظيم العالمي وجهان لعملة واحدة.. والشورى أشمل من الديمقراطية, جريدة الشرق الأوسط، 21 يناير 2004م
- «هويدي» و«حبيب» و«الشاطر» نواب للمرشد العام للإخوان, 21 يناير 2004م
- الإخوان المسلمون ينعون د. حسن هويدي، إخوان أون لاين، 13 مارس 2009م